# Lepus americanus
A Lebre-americana (Lepus americanus) é um leporídeo da América do Norte, encontrado do sul e centro do Alasca ao sul dos Estados Unidos, nos estados da Califórnia e Novo México.